# Umeå Airport
Umeå Airport (tidl. Umeå Lufthavn), (IATA: UME, ICAO: ESNU) er en lufthavn beliggende 5 km syd for byen Umeå i Västerbottens län, Sverige. I 2009 ekspederede den 815.154 passagerer og 6.200 landinger.

## Historie
Lufthavnen blev indviet 17. december 1961, efter man tidligere havde fløjet fra en græsbane ved Nordmaling. Men der var et ønske om at flytte lufthavnen tættere på Umeå, og man valgte den nuværende placering i forstanden Östteg syd for floden Ume älv.
Den 5. december 2008 indviede man en ny terminal på 2000 m2 og skiftede i samme forbindelse navn fra Umeå Lufthavn til Umeå City Airport. Navneskiftet skulle vise at lufthavnen er en af Sveriges mest centrale og bynære.
Lufthavnen er i årenes løb blevet udvidet gradvist, både med hensyn til terminalområdet og landingsbane ligesom mængden af passager-og godstrafik er vokset kraftigt. I 2005 blev der håndteret cirka 5600 tons post, hvilket gør lufthavnen til den næststørste postterminal i Sverige.

## Trafiktal
| År   | Passagerer | % forskel | Landinger | % forskel |
| ---- | ---------- | --------- | --------- | --------- |
| 2009 | 815.154    | 1         | 6.200     | 3         |
| 2008 | 823.317    | 2         | 6.380     | 2         |
| 2007 | 810.696    | 1         | 6.506     | 1         |
| 2006 | 801.307    | 1         | 6.568     | 7         |
| 2005 | 810.274    | 9         | 7.055     | 1         |
| 2004 | 742.591    | Stigning  | 7.416     | Stigning  |
| 2003 | 705.833    | Stigning  | 6.668     | Stigning  |
| 2002 | 721.752    | Fald      | 6.568     | Stigning  |
| 2001 | 739.818    | Stigning  | 5.935     | Fald      |
| 2000 | 736.313    | Fald      | 6.279     | Fald      |
| 1999 | 736.562    |           | 8.081     |           |